# Dominic Raab

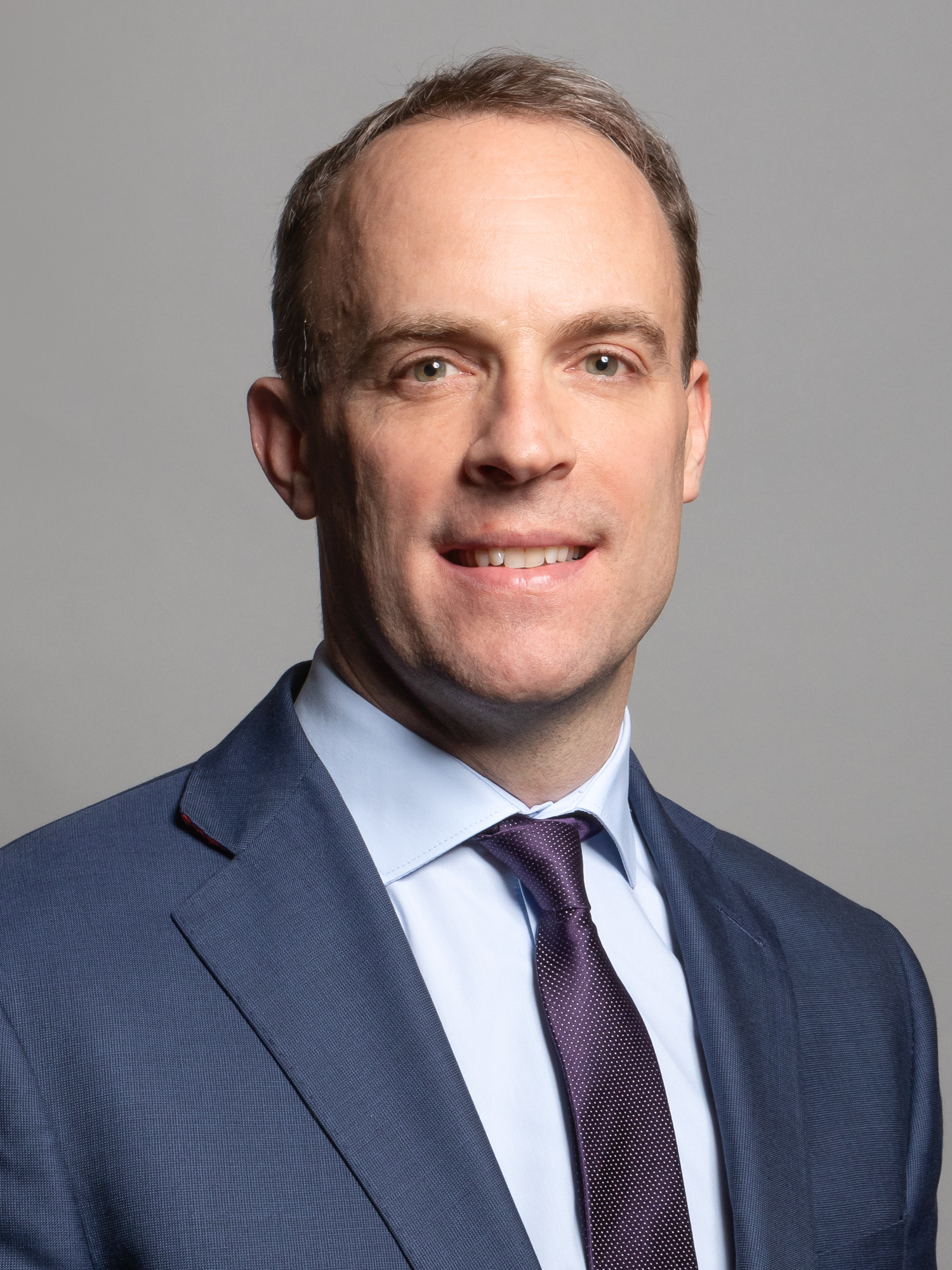
Dominic Raab (2020)

Dominic Rennie Raab (* 25. Februar 1974 in Eton, Buckinghamshire, England) ist ein britischer Politiker. Vom 15. September 2021 bis zum 6. September 2022 und vom 25. Oktober 2022 bis 21. April 2023 war er Vize-Premierminister, Lordkanzler und Justizminister des Vereinigten Königreichs in den Kabinetten Johnson II und Sunak.

## Leben
Raab ist der Sohn von Peter und Jean Raab. Sein jüdischer Vater gelangte 1938 als Sechsjähriger mit einem Kindertransport aus der Tschechoslowakei nach England, seine Mutter stammt aus dem heutigen Londoner Stadtbezirk Bromley. Dominic Raab studierte Jura und diente als Diplomat, bevor er in die Politik wechselte. Er ist seit 2010 Abgeordneter der Conservative Party für den Wahlkreis Esher and Walton. Er war ab dem 12. Juni 2017 Minister of State für Justiz, ab 9. Januar 2018 Minister of State für Wohnungswesen.
Die britische Premierministerin Theresa May bestimmte ihn nach dem Rücktritt von David Davis am 9. Juli 2018 zum Minister für den Austritt aus der Europäischen Union (EU). Am 24. Juli 2018 verkündete May, die Brexit-Verhandlungen zur Chef-Sache zu machen und übernahm selbst die Verhandlungen mit der EU. Das für den Austritt des Vereinigten Königreichs zuständige Ministerium unter Leitung von Raab sollte dagegen nur noch für die innenpolitischen Vorbereitungen des Austritts zuständig sein. Nachdem die britische Regierung am Vorabend einem Entwurf der EU-Kommission für ein Austrittsabkommen zugestimmt hatte, trat Raab am 15. November 2018 zurück. Zur Begründung gab er an, dass er das Abkommen in seiner jetzigen Form „nicht guten Gewissens verantworten“ könne. Zu seinem Nachfolger wurde Stephen Barclay ernannt.
Bei der durch den Rücktritt von May als Parteivorsitzende im Frühjahr 2019 ausgelösten Neuwahl bewarb sich Raab um diesen Posten, schied jedoch in der zweiten Runde der innerhalb der Unterhausfraktion ausgetragenen Vorausscheidung am 18. Juni aus. Der neue britische Premierminister Boris Johnson ernannte Dominic Raab am 24. Juli 2019 zum Außenminister und First Secretary of State. Im April 2020 übernahm Raab die Regierungsgeschäfte pro tempore, weil Johnson an COVID-19 erkrankt war. Am 15. September 2021 wurde bekannt, dass Johnson sein Kabinett umbaut und Raab ins Justizministerium wechselt. Premierminister Boris Johnson berief Raab auch zu seinem Stellvertreter (Deputy Prime Minister) und zum Lord Chancellor. Bisheriger Lord Chancellor und Justizminister war Robert Buckland.
Nach der Ernennung von Rishi Sunak zum Premierminister wurde Raab, der Sunak in seinen Kandidaturen unterstützt hatte, am 25. Oktober 2022 in das Kabinett Sunak berufen. Er war dort Vize-Premierminister und Justizminister.
Im November 2022 wurden Mobbingvorwürfe gegen Raab bekannt. Nach einer unabhängigen Untersuchung der Beschwerden trat Raab am 21. April 2023 von allen Ämtern zurück. Er beteuerte seine Unschuld. Die Untersuchung fand keinerlei Anzeichen von Machtmissbrauch von Seiten Raabs, befand allerdings, dass Raab aggressiv und einschüchternd aufgetreten sei. Ende Mai 2023 gab Raab bekannt, nicht erneut für das Unterhaus kandidieren zu wollen.

## Persönliches
Dominic Raab ist mit einer Brasilianerin verheiratet und hat mit ihr zwei Kinder.